# Jacquot Grunewald
Pour les articles homonymes, voir Grunewald.
Jacquot Grunewald, né le 3 juin 1934 à Strasbourg est un rabbin, journaliste et écrivain français.

## Biographie
Jacquot Grunewald participe à des camps de Yechouroun.
Après avoir été diplômé du Séminaire israélite de France de Paris, Jacquot Grunewald tient divers postes rabbiniques en Algérie, lors de son service militaire, puis en Alsace.
Il reprend en 1965 la direction du Bulletin de nos communautés d'Alsace et de Lorraine créé par son oncle Nephtali Grunewald pour en faire l’hebdomadaire d’informations Tribune juive.
Il s’installe en Israël en 1985. 

## Distinction
Il est nommé en juillet 2007 au grade d'officier dans l'ordre des Arts et des Lettres.

## Publications
- Ils sont fous ces Juifs, essai. Albin Michel, 1993.
- Le Talmud Steinsalz, traduction avec J.J. Gugenheim, huit volumes. Lattès puis Ramsay de 1994 à 1997.
- Orthodox Street, roman. Ramsay, 1998 ; Édition de Poche, 2004.
- Chalom Jésus, lettre d'un rabbin d'aujourd’hui au rabbi de Nazareth, essai. Albin Michel, 2000.
- L'Homme à la bauta, roman. Albin Michel, 2002 ; Édition de Poche, 2004.
- La Tentation du rabbin Fix, roman. Albin Michel, 2005.
- Le Bonheur de vivre à Jérusalem, essai. Maren Sell, 2007.
- Le livre du Séder : nous sommes tous sortis d'Égypte, Jérusalem : Tsipa Laor ; [Paris] : diff. Lichma, 2011.
- Israël sur sa terre – ce qu'en disent les Palestiniens, Jérusalem : Tsipa Laor ; [Paris] : diff. Amazon, 2020
- Ne tirez pas sur le dentiste, roman policier, Jérusalem : Tsipa Laor ; [Paris] : diff. Amazon, 2025